# Simone Borsano
Simone Borsano (auch Brossano; * wohl um 1310; † 27. August 1381 in Nizza) war ein Kardinal der katholischen Kirche.
Er studierte an der Universität Perugia und erlangte dort einen Doktorgrad in Zivil- und Kirchenrecht. Von 1369 bis 1376 war er Erzbischof von Mailand. Papst Gregor XI. erhob ihn im Mai 1375 zum Kardinal. Borsano nahm als Wähler am Konklave im April 1378 teil, das Urban VI. zum Papst wählte. Bei dem Konklave im September 1378, das den Gegenpapst Clemens VII. wählte, war Borsano zugegen, stimmte aber nicht ab. Zusammen mit Kardinal Orsini reiste er am Ende des Jahres 1380 nach Nizza, wo er verstarb und beigesetzt wurde.